# Carl Peter Thunberg

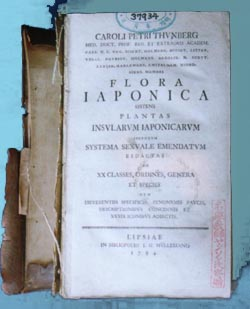
Flora Japonica.

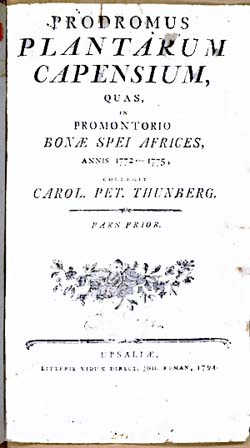
Prodromus Plantarum Capensium.

Uppstoppad karmosintopas, skänkt av Thunberg till greve Magnus Fredrik Brahe på 1820-talet. Thunberg hade själv köpt fågeln på auktionen efter Gustaf von Carlson på Mälby. Skoklosters slott.

Carl Peter Thunberg, född 11 november 1743 i Jönköping, död 8 augusti 1828 på Tunaberg i Uppsala, var en svensk botaniker och zoolog, lärjunge till Carl von Linné. Han fick eftermälen som Den japanske Linné och Sydafrikas botaniks fader.

## Unga år
Carl Peter Thunberg var son till bokhållaren Jean Thunberg och Margareta Starkman. Han blev senare, 1784, gift med Brita Charlotta Ruda, som dog barnlös 1814. Från Jönköping tog sig Thunberg till Uppsala universitet. Där studerade han naturfilosofi och medicin som elev till Carl von Linné och tog sin grundexamen år 1767. Genom rekommendationer av Linné erhöll Thunberg stipendium för studier i Amsterdam och Paris. År 1770 lämnade han Sverige för att fortsätta sina studier i naturhistoria i Amsterdam, början på en utlandsvistelse som kom att vara i nio år.
Under sin vistelse i Amsterdam och Leiden 1771 besökte han deras botaniska trädgårdar och museer och lärde där känna botanikern Johannes Burman och dennes son Nicolaus Laurentius Burman. De blev imponerade och han fick deras uppdrag att besöka de nederländska kolonierna och Japan för att samla in prover för nederländska botaniska trädgårdar. Efter att ha fördjupat sig i medicin i Paris återvände han till Nederländerna. Genom dessa bekantskaper kunde han för Nederländernas räkning 1772 åka till Japan via Sydafrika och Java, och gick därför i Nederländska Ostindiska Kompaniets tjänst som kirurg, eftersom Japan endast tog emot holländare. Han doktorerade i medicin 1772 med en avhandling om ischias.

### Sydafrika
Han lämnade Amsterdam i december 1771, som skeppsläkare på Nederländska Ostindiska Kompaniet. Efter sin ankomst till Kapstaden, Cape Colony, stannade han där i tre år för att lära sig nederländska och för att kunna passera som holländare, eftersom Japan på den tiden bara var öppen för protestantiska nederländska köpmän. I september 1772, i sällskap med Johan Andreas Auge, föreståndare för bolagets trädgård, fortsatte han norrut till naturhamnen Saldanhabukten, österut längs Breededalen genom Langkloofdalen ända till Gamtoosfloden och sedan tillbaka över Karoostäppen. Strax efter återkomsten till Kap träffade han trädgårdsmästaren Francis Masson, Kew Gardens förste plantjägare. De kom genast på god fot med sina gemensamma intressen. Under sina tre expeditioner i inlandet, samlade Thunberg en avsevärd mängd exemplar av både flora och fauna.
Thunberg avseglade sedan till Java i mars 1775. Han stannade två månader i Batavia (Jakarta).

### Japan
I augusti 1775 kom han till Nederländska Ostindiska Kompaniets faktori på Dejima (1639–1860), en liten konstgjord ö i Nagasakibukten, ansluten till staden med en enda liten bro. Han utsågs till chefskirurg (1775–1776) vid denna handelspost. Men liksom nederländarna fick han knappt lämna ön. Ändå blev han en av de få som tilläts bedriva viss botanisk forskning i land.
För att få fler prover bytte han sin kunskap om europeisk medicin med tolkar i Japan mot nya prover. Dessa japanska tolkar var läkare liksom han själv, varför han även hade ett medicinskt utbyte av resan.
I mitten av 1776 fick han äntligen följa med chefen för den nederländska bosättningen till shogunen i Edo (nuvarande Tokyo). Under denna långsamma färd kunde han samla många japanska växter. Hans vetenskapliga verksamhet resulterade i den första detaljerade beskrivningen av flora och fauna i Japan: "Flora Japonica". Många av de växter som han gav tillnamnet "japonica" var faktiskt kinesiska plantor som hade införts till Japan, och flera växter som han beskrev som vilt levande, var i själva verket trädgårdsväxter.
I boken Voyages de C.P. Thunberg, au Japon: par le Cap de Bonne-Espérance, les îles de la Sonde, &c ("C.P. Thunbergs resa till Japan, via Godahoppsudden, Sundaöarna etc.") skildrar Thunberg sin äventyrliga resa till Japan och sin vistelse där. Han skisserar här en dyster bild av vistelsen på Dejima. I denna bok finns en kort svensk-japansk ordlista, och han beskriver också flera aspekter av det dagliga livet i Japan, såsom föreskriften att gå på vänster sida av vägen.
Thunberg lämnade Japan i november 1776. Han hade tröttnat på den stränga bevakning han utsattes för i Japan och anträdde färden tillbaka till Nederländerna.

### Åter till Sverige
Under sin återresa anlände Thunberg, efter en kort vistelse på Java, till Colombo på Ceylon (nuvarande Sri Lanka) i juli 1777. Där gjorde han flera resor, varav en till den nederländska bosättningen i Galle, och samlade ett stort antal växter. Innan han hunnit tillbaka, fick han meddelande om att han utnämnts till Carl von Linné den yngres efterträdare som botanices demonstrator vid Uppsala universitet. Han återkom till Nederländerna 1778 och, efter ett besök i London, till Sverige i mars 1779.

## Akademisk gärning
I nästan femtio år skulle Thunberg vara verksam som lärare i Uppsala. Vid sin återkomst utsågs han till demonstrator, 1781 blev han extraordinarie professor och professor medicin och botanik i Uppsala 1784 vilket han var fram till sin bortgång. Han var ledamot av 66 vetenskapliga samfund (av svenska Vetenskapsakademien från 1776 och Lantbruksakademien från 1812). Han avböjde bland annat ett erbjudande om att bli professor vid universitetet i Leiden 1776 och föreståndare för Sankt Petersburgs botaniska trädgård 1802. På Thunbergs förslag överlämnade Gustav III slottsträdgården i Uppsala till universitetet som ny botanisk trädgård, och kungen bekostade en ny institutionsbyggnad där, invigd 1807. 1785 skänkte Thunberg sina egna samlingar till universitetet.
Resorna och samlingarna av växter och andra naturföremål gav upphov till mer än 300 skrifter inom ämnena etnografi, botanik och språkvetenskap. Därtill har han skrivit en självbiografi och hans korrespondens har utgivits. Hans stora naturaliesamling donerades till Uppsala universitetsbibliotek. Bland annat "upptäckte" Thunberg och beskrev cirka 800 japanska arter och Rooibosbusken i Sydafrika och gav dem deras latinska namn.
Om Thunbergs Japanbesök har historikern och journalisten Monica Braw skrivit en 350-sidig roman, som närmast kan beskrivas som en dramadokumentär.
Thunberg är begravd på Uppsala gamla kyrkogård.

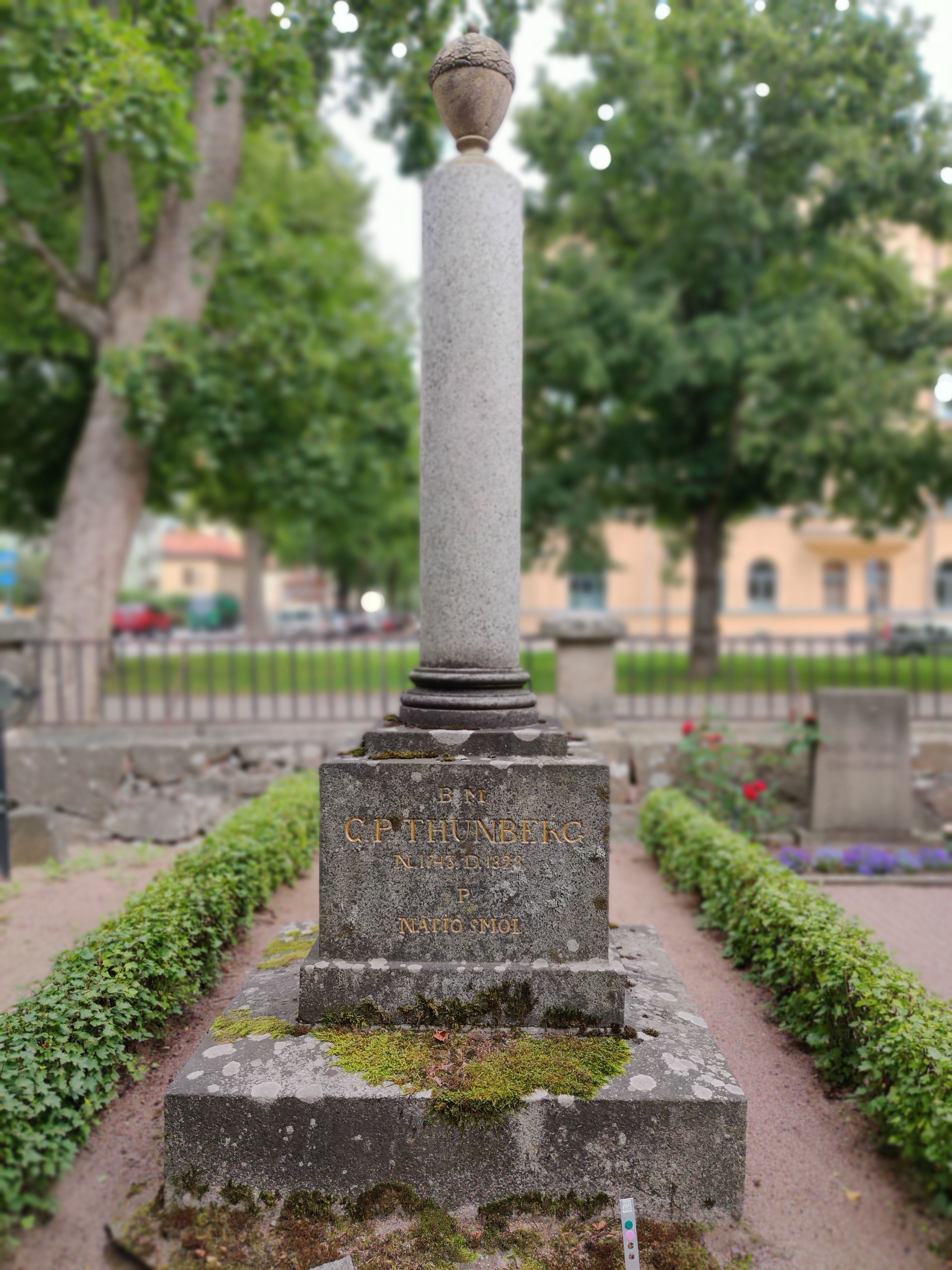
Gravvård på Uppsala gamla kyrkogård.

Auktorsnamnet Thunb. kan användas för Carl Peter Thunberg i samband med ett vetenskapligt namn inom botaniken; se Wikipediaartiklar som länkar till auktorsnamnet.

## Eftermäle
Asteroiden 13982 Thunberg är uppkallad efter honom.

## Publikationer i urval

### Botanik
- Flora Japonica (1784)
- Edo 'reiseguide'.
- Resa uti Europa, Africa, Asia, förrättad åren 1770-1779. KB
- Prodromus Plantarum Capensium (Uppsala, vol. 1: 1794, vol. 2: 1800)[6]
- Flora Capensis (1807, 1811, 1813, 1818, 1820, 1823)
- C.P. Thunberg RESA til och uti Kejsaredömet Japan åren 1775 och 1776, facsimileutgåva Bokförlaget Rediviva, Stockholm (1980). ISBN 91-7120-132-7
- Utan tillstånd i Japan, del I och II (originalets titel: Resa uti Europa, Africa, Asia). Utgivare: Bokförlaget NILOE AB, 1952.
- Icones plantarum japonicarum (1805)

### Entomologi
- Donationis Thunbergianae 1785 continuatio I. Museum naturalium Academiae Upsaliensis, pars III, 33–42 pp. (1787).
- Dissertatio Entomologica Novas Insectorum species sistens, cujus partem quintam. Publico examini subjicit Johannes Olai Noraeus, Uplandus. Upsaliae, pp. 85–106, pl. 5. (1789).
- D. D. Dissertatio entomologica sistens Insecta Suecica. Exam. Jonas Kullberg. Upsaliae, pp. 99–104 (1794).